# Jurgen
Jurgen (en inglés: Jurgen; pronunciado //) es una novela de comedia fantástica escrita por James Branch Cabell, y editada y publicada por Robert M. McBride en Estados Unidos con ilustraciones de Frank C. Papé en 1919. Publicada en castellano por Laertes editorial con traducción de Marta Pérez Sánchez en 1984. La novela fue reeditada por Ediciones Gigamesh con portada de Enrique Jiménez Corominas en 2018.
La novela se hizo más conocida después de que la Sociedad para la supresión del vicio de Nueva York intentará iniciar un proceso judicial por obscenidad. Las placas de impresión fueron incautadas el 4 de enero de 1920. El caso se prolongó durante dos años antes de que Cabell y su editor ganaran.

## Argumento
Cuentan en Poictesme una historia que dice así: hace ya muchos años vivió un prestamista de nombre Jurgen, pero lo que le llamaba su esposa era con frecuencia mucho peor. Era esta una mujer temperamental, que no gozaba precisamente del don del silencio. Dicen que su nombre era Adelais, pero la gente solía llamarla dama Lisa. Jurgen, un tipo monstruosamente listo, parte a reparar justicia dispuesto a probar de cualquier copa una vez y a dar a las mujeres un trato justo.

## Personajes
- Jurgen: prestamista de Poictesme que se considera a sí mismo «monstruosamente listo». A lo largo de su travesía, busca revivir su juventud y experimentar el romance perdido.
- Dama Lisa: también llamada Adelais. Esposa de Jurgen, conocida por su temperamento y su tendencia a reprender a su marido. Su desaparición desencadena la aventura de Jurgen.
- Nessus: centauro que encuentra a Jurgen en una cueva y le proporciona una túnica mágica que lo rejuvenece.